# メルビッシュ湖上音楽祭

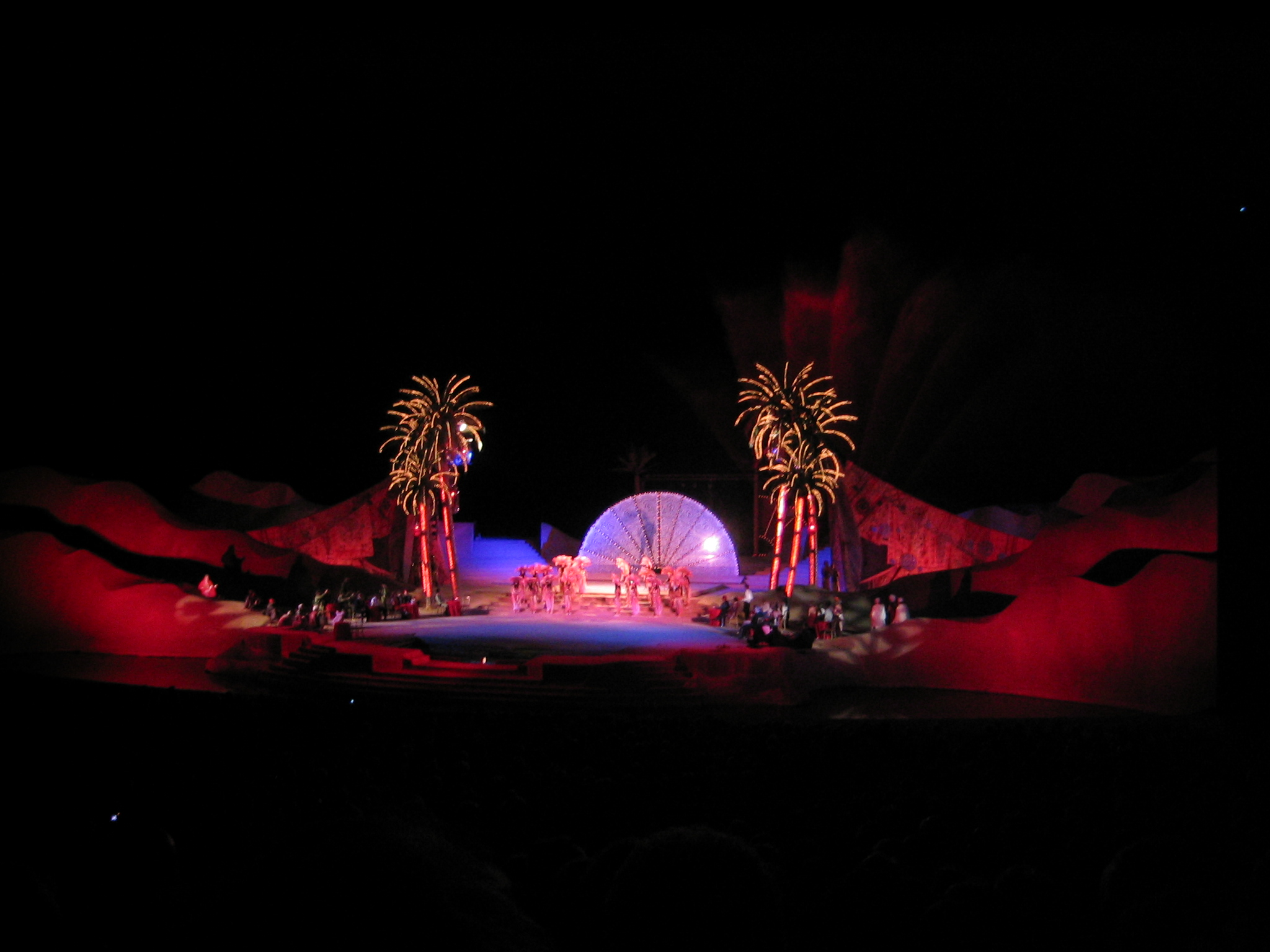
『ジュディッタ』（2003）

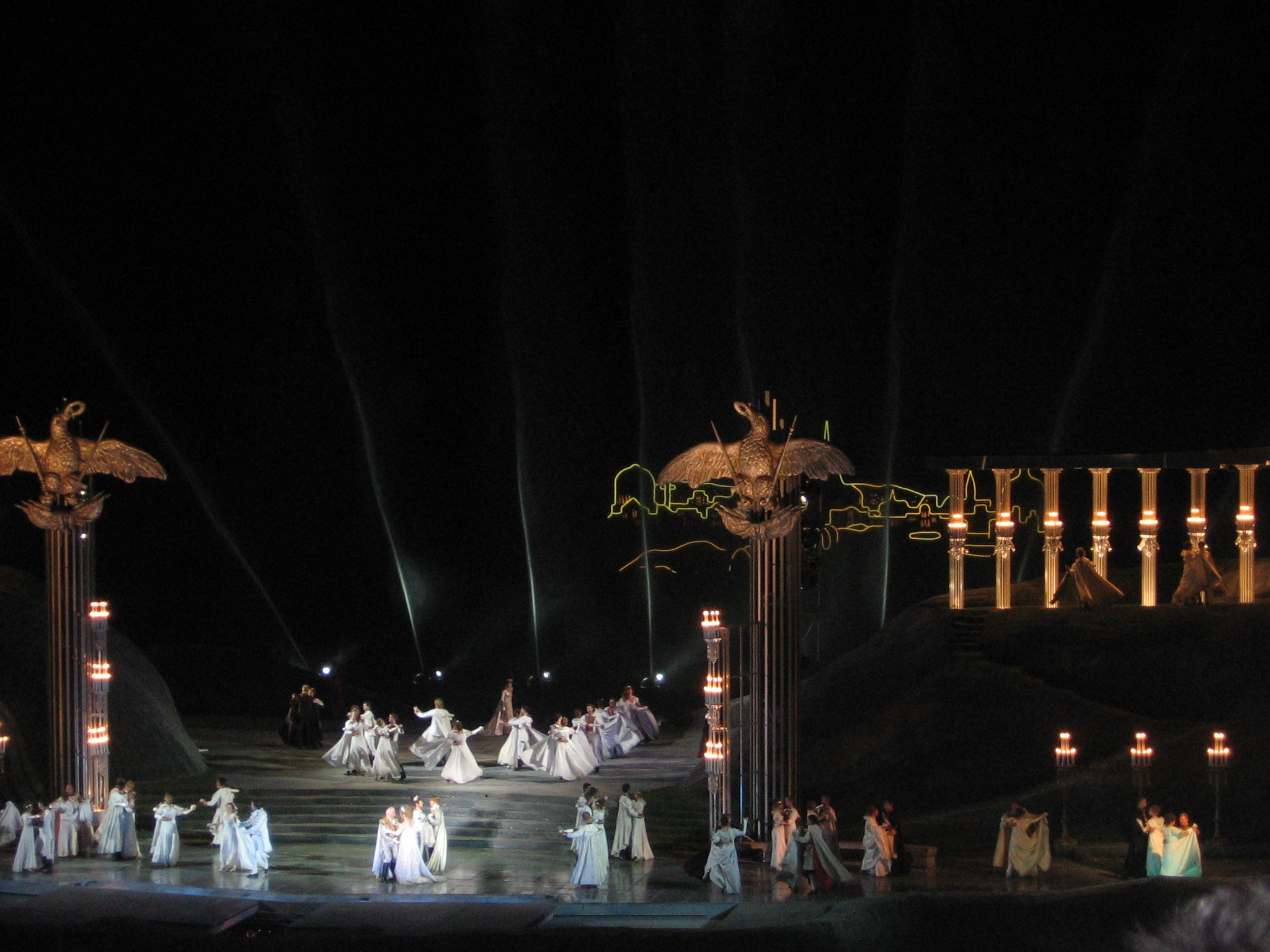
『ウィーン気質』（2007）

メルビッシュ湖上音楽祭（めるびっしゅこじょうおんがくさい、ドイツ語: Seefestspiele Mörbisch）はオーストリアのメルビッシュ・アム・ゼーで開かれるオペレッタ音楽祭（ただし、近年は下記の通りミュージカル音楽祭に転換した）。毎年夏にノイジードル湖上のステージで主にウィーン・オペレッタ(稀にベルリン・オペレッタや独語訳されたブロードウェイミュージカル、オッフェンバック作品など)が上演され、毎年約20万人を動員している。

## 歴史
1955年にウィーン国立歌劇場の歌手ヘルベルト・アルゼンが構想し、2年の準備期間を経て1957年に第1回の音楽祭が開催された。第1回の演目はヨハン・シュトラウス2世の『ジプシー男爵』であった。当初は1200名の収容能力があったが、1959年に3000名へと拡張され、現在では6000名を収容できる。2006年には新型の音響システムが導入された。音楽祭の模様は長年にわたってオーストリア放送協会によって放送されている。
1993年、総監督(インデンタント)にウィーンフォルクスオーパーのバリトン歌手として活躍したハラルド・セラフィンが就任。まもなく指揮者、音楽監督を同じくフォルクスオーパーのルドルフ・ビーブルに固定、オーケストラも既存団体の招聘から音楽祭専用の臨時編成を組む体制(当初はブルゲンランド交響楽団の名称、まもなくメルビッシュ音楽祭管弦楽団と改称)に入った。ビーブルは2008年で退任、セラフィンも2012年で勇退し、新しい総監督には、ドイツ人ソプラノ歌手のダグマール・シェレンベルガーが就任した。東独時代のベルリン・コーミッシェ・オーパー以来オペレッタのキャリアも豊富で、メルビッシュでは2004年度の主演もつとめたほか、Ｎ響の第9演奏会などで来日独唱したこともあるベテランである。次いで2018年からはオーストリア人バリトン歌手のペーター・エーデルマンが総監督に就任。往年の名歌手オットー・エーデルマンを父に持ち、1993年度の主演者でもある。セラフィンの就任以前は、ドイツ圏以外では非常に珍しい演目(たとえば、日本国内で一度もレコードやCDが発売されたことのない作曲家のものなど)も見られたが、近年は比較的メジャー作品に集中しており、同時に国際化している。また、高名なウィーン・オペレッタ作曲家の中ではスッペがこれまで一度も登場していない｡
2019年以降の演目は、2023年予定分までは（2020年の中止分を含め)、5年連続ミュージカルとなっている（それ以前は66年間でミュージカルは3回のみで、他はすべてオペレッタ）。2021年には総監督に初のクラシック音楽畑以外からアルフォンス・ハイダーが就任したこともあり（2023年予定の『マンマ・ミーア』は、史上初めて管弦楽団が外される可能性もある）長年続いてきたオペレッタ路線からミュージカル音楽祭へと完全に転換した模様である。

## 上演曲目
- 1957年：ヨハン・シュトラウス2世『ジプシー男爵』
- 1958年：シュトラウス『ジプシー男爵』『ヴェネツィアの一夜』
- 1959年：シュトラウス『ジプシー男爵』、エメリッヒ・カールマン『伯爵令嬢マリツァ』
- 1960年：シュトラウス『ジプシー男爵』、パウル・アブラハム『ヴィクトリアと軽騎兵』
- 1961年：カールマン『チャールダーシュの女王』
- 1962年：シュトラウス『ジプシー男爵』
- 1963年：カール・ミレッカー『ガスパローネ』
- 1964年：フランツ・レハール『メリー・ウィドウ』
- 1965年：アブラハム『ハワイの花』
- 1966年：シュトラウス『ジプシー男爵』
- 1967年：ロベルト・シュトルツ『絹のヴィーナス』
- 1968年：カールマン『伯爵令嬢マリツァ』
- 1969年：ミレッカー『乞食学生』
- 1970年：ニコ・ドスタル『ハンガリーの結婚式』
- 1971年：カールマン『チャールダーシュの女王』
- 1972年：シュトラウス『ヴェネツィアの一夜』
- 1973年：パウル・アブラハム『ヴィクトリアと軽騎兵』
- 1974年：カール・ツェラー『小鳥売り』
- 1975年：シュトラウス『ジプシー男爵』
- 1976年：レハール『微笑みの国』
- 1977年：フレッド・レイモンド『青い仮面』
- 1978年：カールマン『サーカスの女王』
- 1979年：カールマン『伯爵令嬢マリツァ』
- 1980年：シュトラウス『こうもり』
- 1981年：シュトラウス『ジプシー男爵』
- 1982年：オスカー・シュトラウス『ワルツの夢』
- 1983年：エドムント・アスラー『素晴らしい女主人』
- 1984年：カールマン『サーカスの女王』
- 1985年：ラルフ・ベナツキー『白馬亭にて』
- 1986年：シュトラウス『ジプシー男爵』
- 1987年：カールマン『伯爵令嬢マリツァ』
- 1988年：シュトラウス『ヴェネツィアの一夜』
- 1989年：レハール『微笑みの国』
- 1990年：カールマン『チャールダーシュの女王』
- 1991年：ローラント・バウムガルトナー『シシーとロミー』
- 1992年：シュトラウス『ジプシー男爵』
- 1993年：レハール『メリー・ウィドウ』
- 1994年：シュトラウス『ウィーン気質』
- 1995年：ミレッカー『乞食学生』
- 1996年：シュトラウス『こうもり』
- 1997年：ジャック・オッフェンバック『パリの生活』
- 1998年：ツェラー『小鳥売り』
- 1999年：シュトラウス『ヴェネツィアの一夜』
- 2000年：シュトラウス『ジプシー男爵』
- 2001年：レハール『微笑みの国』
- 2002年：カールマン『チャールダーシュの女王』
- 2003年：レハール『ジュディッタ』
- 2004年：カールマン『伯爵令嬢マリツァ』
- 2005年：レハール『メリー・ウィドウ』
- 2006年：レハール『ルクセンブルク伯爵』
- 2007年：シュトラウス『ウィーン気質』
- 2008年：ベナツキー『白馬亭にて』
- 2009年：フレデリック・ロウ『マイ・フェア・レディ』
- 2010年：レハール『ロシアの皇太子』
- 2011年：シュトラウス『ジプシー男爵』
- 2012年：シュトラウス『こうもり』
- 2013年：ミレッカー『乞食学生』
- 2014年：ジェリー・ボック『屋根の上のバイオリン弾き』
- 2015年：シュトラウス『ヴェネツィアの一夜』（コルンゴルト版）
- 2016年：パウル・アブラハム『ヴィクトリアと軽騎兵』
- 2017年：ツェラー『小鳥売り』
- 2018年：カールマン『伯爵令嬢マリツァ』
- 2019年：レハール『微笑みの国』
- 2020年：レナード・バーンスタイン 『ウェスト・サイド・ストーリー』※コロナウィルス感染拡大のため開催中止
- 2021年：レナード・バーンスタイン 『ウェスト・サイド・ストーリー』
- 2022年： リチャード・ロジャース 『王様と私』
- 2022年： ベニー・アンダーソン、ビョルン・ウルヴァース　『マンマ・ミーア!』予定